# Алексей Брянцев
Алексей Матвеевич Брянцев (на руски: Алексей Матвеевич Брянцев) е руски поп и шансон певец.

## Биография
Алексей Брянцев е роден на 19 февруари 1984 г. в град Воронеж. От ранно детство се занимава с музика и свири на множество интрументи. Завършва Воронежкото музикално училище и Воронежката политехническа академия със специалност инженер-конструктор на микрорадиоелектрона апаратура. Увлича се по спортната стрелба.
Има нисък баритонов глас, който е лесно разпознаваем. Продължава да учи вокално пеене. Работи в звукозаписно студио където създава и обработва танцова музика. Участва в проект на композитора Алексея Брянцев-страши. Певческата си кариера започва в дует с Елена Касянова. Истинската известност идва с участията в дует с Ирина Круг. Записват два съвместни албума и имат множество концерти в Руската федерация. Издава и два самостоятелни албума. Счита, че не е звезда на естрадата. Женен с едно дете – дъщеря.

## Творчество

### Дуетни албуми
- 2007 – „Привет, малыш“
- 2010 – „Если бы не ты“
- 2013 – „Новое и лучшее“, с Ирина Круг
- 2017 – „Любовь на двоих“, с Елена Касянова

### Солови
- 2010 – „С днём рождения“
- 2012 – „Твое дыхание“
- 2014 – „Спасибо, что ты есть“
- 2015 – „Лучшие песни“
- 2017 – „От тебя и до тебя...“
- 2019 – „Золотой альбом“
- 2020 – „В тебя влюбляясь“

### Популярни песни
- Без тебя
- Спасибо
- Я буду рядом
- Дыхание
- Без нежности твоей
- С днём рождения, девочка моя
- Любовь уходит тихо
- Дыхание
- Без тебя
- Спасибо
- Мне не хватает твоих глаз
- Самая красивая невеста
- Без нежности твоей
- Я ждал тебя
- Твои глаза-магнит
- Я все еще тебя люблю
- Ты просто дождь
- Тебе, моя последняя любовь
- Когда зима в душе пройдет
- Заходи ко мне во сне
- Как будто мы с тобой
- Скажи что ты меня ждала
- В сердце
- Только ты
- Когда зима в душе пройдет
- Заходи ко мне во сне
- Любимый взгляд
- Не родись красивой